# Chiesa di San Giorgio a Colonica
La chiesa di San Giorgio a Colonica  si trova a Prato.

## Storia e descrizione
L'attuale chiesa è frutto di una radicale trasformazione  dell'antica struttura, condotta dal 1949 al 1968 da Arrigo Tempesti e Raffaello Franci, ampliandola e modificandone l'orientamento.
Fianchi e facciata sono rivestiti in bozze di alberese, come il campanile a torre, di forme neocinquecentesche, opera di Oreste Morganti, 1926-1931. L'interno, con ampia navata, transetto e cripta, è arricchito da mosaici di Michele Mellini (1972-1975).
Il campanile dotato di cuspide e costruito sul fianco destro della chiesa, ospita tre campane in Lab3 minore, fuse dal fonditore lucchese Raffaello Magni.

### Opere d'arte
Nella chiesa di San Giorgio a colonica sono presenti alcune opere storiche.
Tra queste vi è un'acquasantiera in marmo del 1600.

## Galleria d'immagini

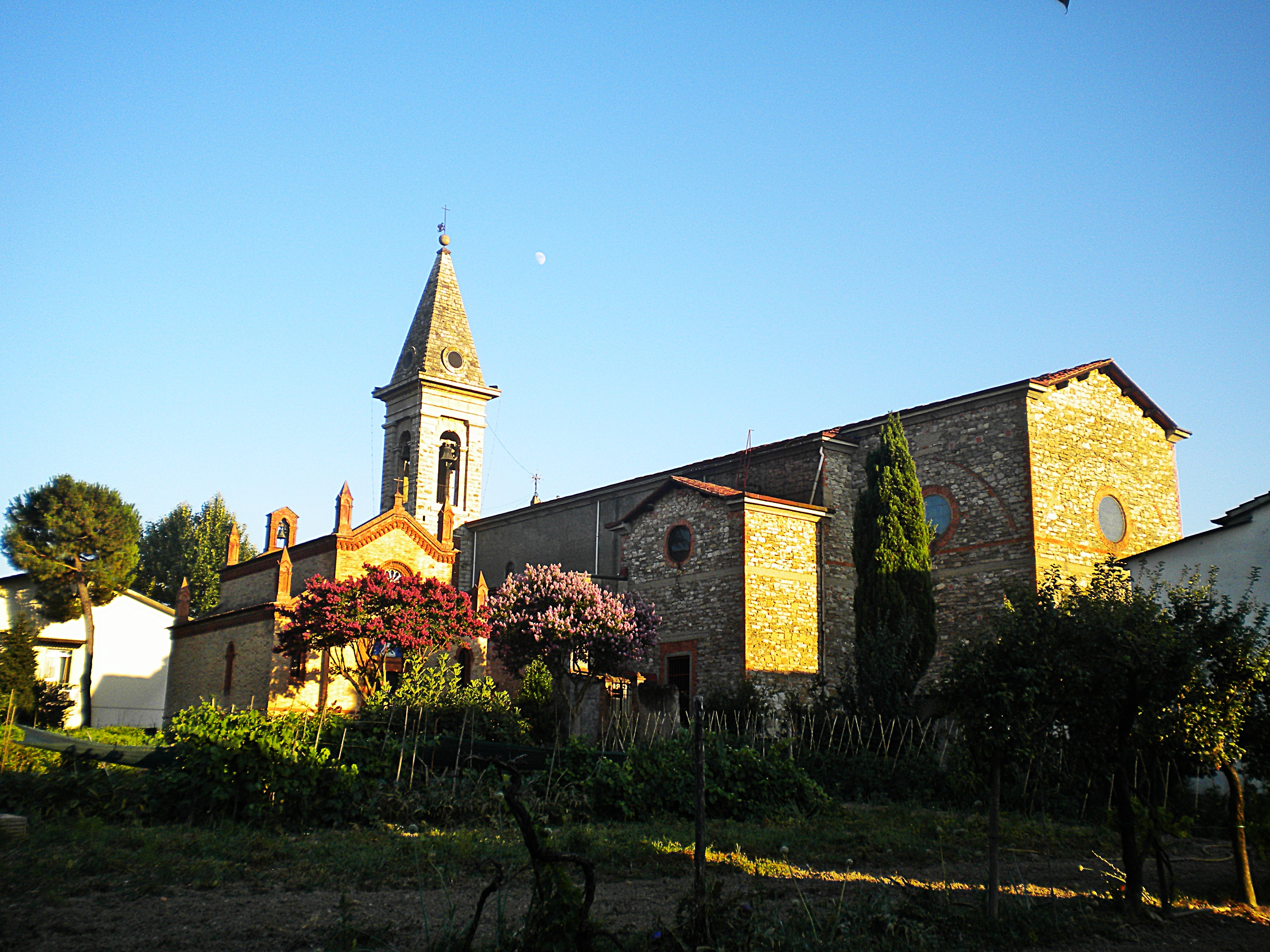
Veduta dal retro
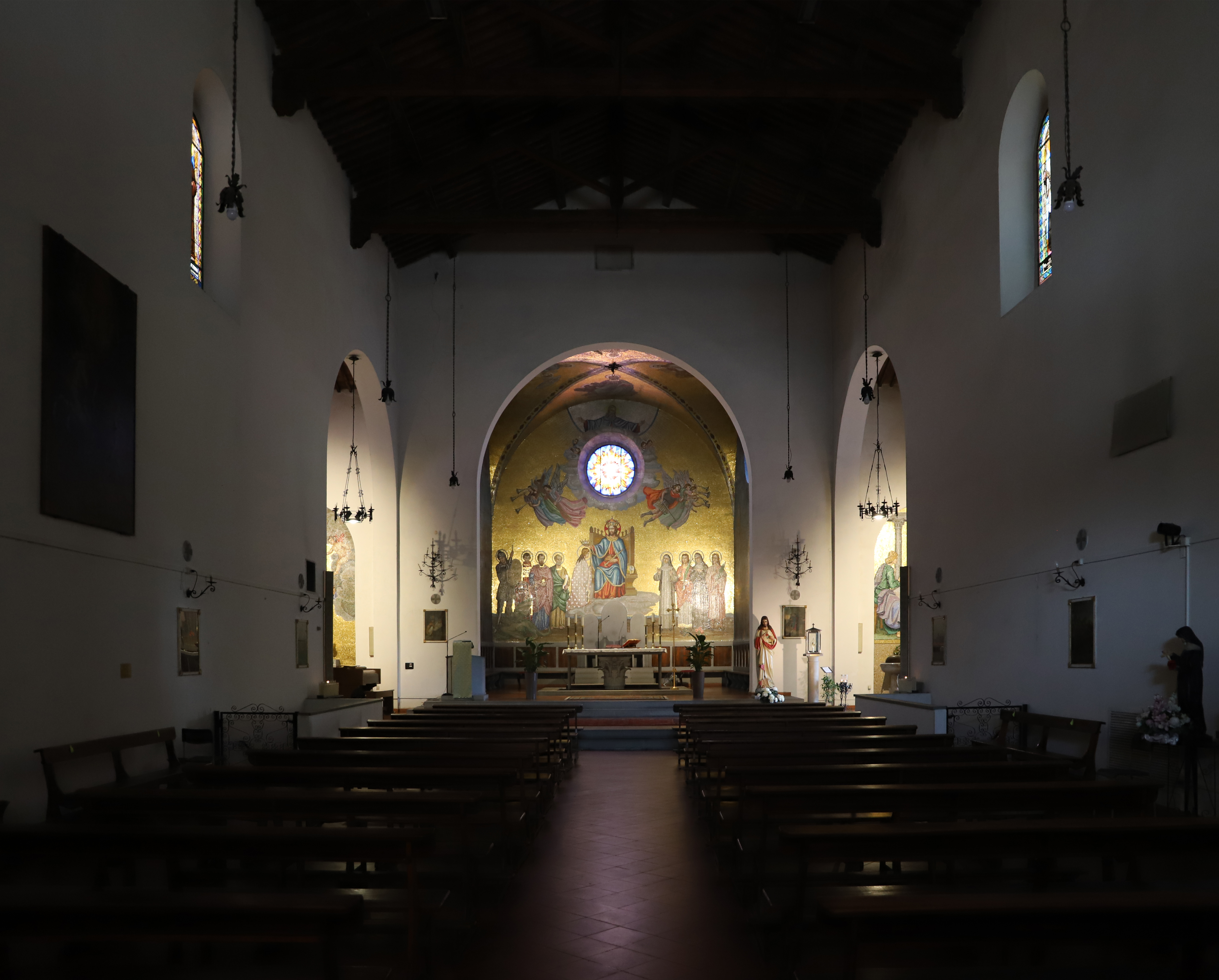
Interno
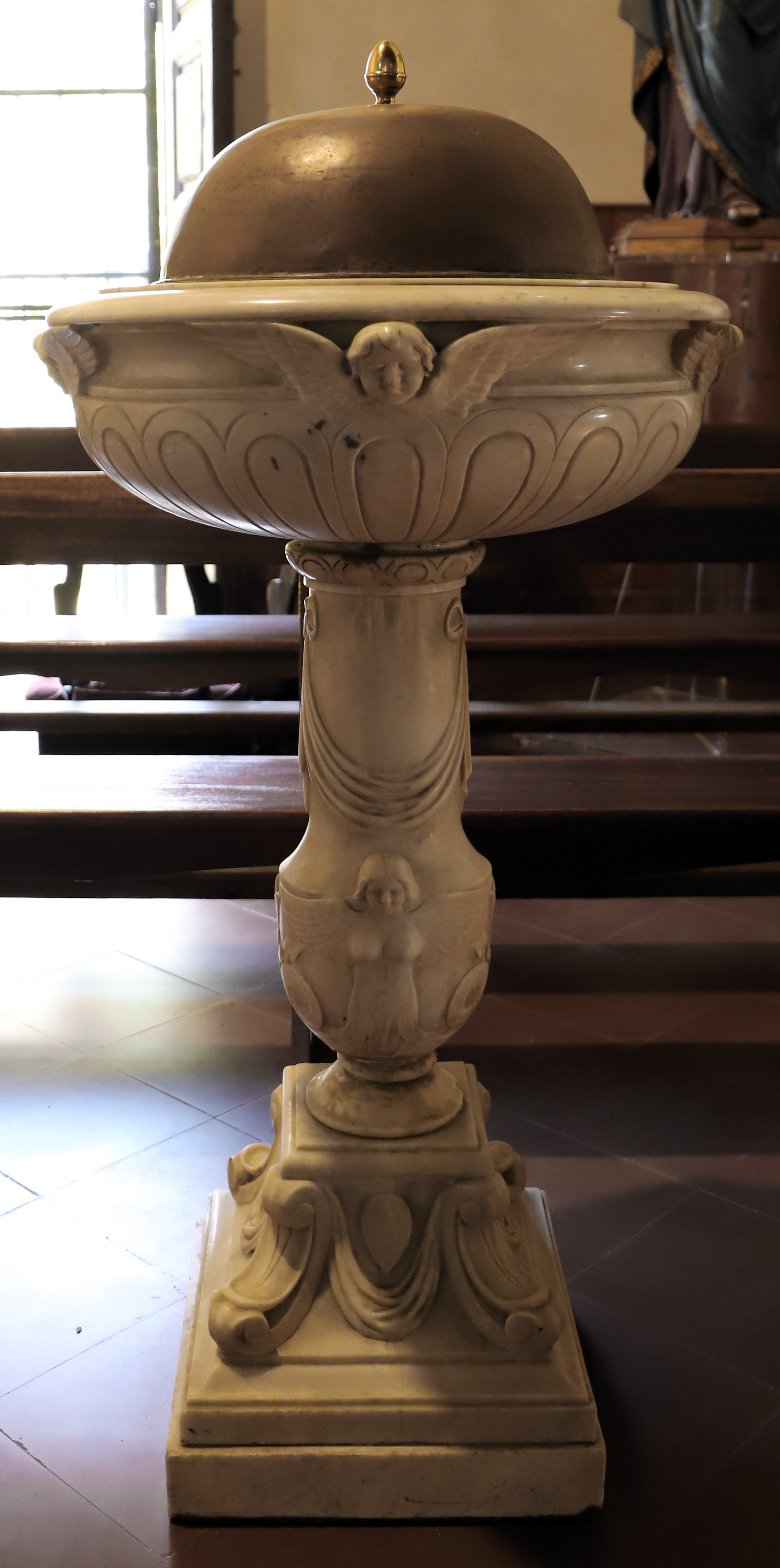
Acquasantiera